# نهر الذهب (كولومبيا البريطانية)
نهر الذهب (بالإنجليزية: Gold River, British Columbia)‏ هي بلدة تقع في كندا في Strathcona Regional District. يقدر عدد سكانها بـ 1,267 نسمة ومساحتها 10.78 كم2 و وترتفع عن سطح البحر 160 متر.

## المناخ
يظهر الجدول التالي التغييرات المناخية على مدار السنة لغولد ريفر:
| البيانات المناخية لـغولد ريفر     | البيانات المناخية لـغولد ريفر | البيانات المناخية لـغولد ريفر | البيانات المناخية لـغولد ريفر | البيانات المناخية لـغولد ريفر | البيانات المناخية لـغولد ريفر | البيانات المناخية لـغولد ريفر | البيانات المناخية لـغولد ريفر | البيانات المناخية لـغولد ريفر | البيانات المناخية لـغولد ريفر | البيانات المناخية لـغولد ريفر | البيانات المناخية لـغولد ريفر | البيانات المناخية لـغولد ريفر | البيانات المناخية لـغولد ريفر |
| الشهر                             | يناير                         | فبراير                        | مارس                          | أبريل                         | مايو                          | يونيو                         | يوليو                         | أغسطس                         | سبتمبر                        | أكتوبر                        | نوفمبر                        | ديسمبر                        | المعدل السنوي                 |
| --------------------------------- | ----------------------------- | ----------------------------- | ----------------------------- | ----------------------------- | ----------------------------- | ----------------------------- | ----------------------------- | ----------------------------- | ----------------------------- | ----------------------------- | ----------------------------- | ----------------------------- | ----------------------------- |
| الدرجة القصوى °م (°ف)             | 16.0 (60.8)                   | 19.0 (66.2)                   | 24.0 (75.2)                   | 31.5 (88.7)                   | 37.0 (98.6)                   | 37.0 (98.6)                   | 38.5 (101.3)                  | 39.0 (102.2)                  | 37.0 (98.6)                   | 27.0 (80.6)                   | 17.0 (62.6)                   | 12.8 (55.0)                   | 39.0 (102.2)                  |
| متوسط درجة الحرارة الكبرى °م (°ف) | 4.7 (40.5)                    | 7.2 (45.0)                    | 10.4 (50.7)                   | 14.2 (57.6)                   | 18.3 (64.9)                   | 21.3 (70.3)                   | 24.9 (76.8)                   | 25.4 (77.7)                   | 21.8 (71.2)                   | 13.8 (56.8)                   | 7.1 (44.8)                    | 3.9 (39.0)                    | 14.4 (57.9)                   |
| المتوسط اليومي °م (°ف)            | 2.1 (35.8)                    | 3.3 (37.9)                    | 5.6 (42.1)                    | 8.5 (47.3)                    | 12.1 (53.8)                   | 15.1 (59.2)                   | 17.9 (64.2)                   | 18.1 (64.6)                   | 14.8 (58.6)                   | 9.4 (48.9)                    | 4.4 (39.9)                    | 1.6 (34.9)                    | 9.4 (48.9)                    |
| متوسط درجة الحرارة الصغرى °م (°ف) | −0.6 (30.9)                   | −0.7 (30.7)                   | 0.8 (33.4)                    | 2.7 (36.9)                    | 5.9 (42.6)                    | 8.9 (48.0)                    | 10.9 (51.6)                   | 10.8 (51.4)                   | 7.8 (46.0)                    | 4.9 (40.8)                    | 1.7 (35.1)                    | −0.7 (30.7)                   | 4.4 (39.9)                    |
| أدنى درجة حرارة °م (°ف)           | −19.0 (−2.2)                  | −14.0 (6.8)                   | −11.0 (12.2)                  | −5.0 (23.0)                   | −2.0 (28.4)                   | 1.0 (33.8)                    | 2.5 (36.5)                    | 4.0 (39.2)                    | −2.0 (28.4)                   | −8.0 (17.6)                   | −17.0 (1.4)                   | −17.0 (1.4)                   | −19.0 (−2.2)                  |
| الهطول مم (إنش)                   | 424.1 (16.70)                 | 286.4 (11.28)                 | 266.3 (10.48)                 | 186.6 (7.35)                  | 120.2 (4.73)                  | 90.9 (3.58)                   | 55.5 (2.19)                   | 71.1 (2.80)                   | 109.2 (4.30)                  | 358.8 (14.13)                 | 490.9 (19.33)                 | 391.0 (15.39)                 | 2٬851٫1 (112.25)              |
| متوسط تساقط الثلوج سم (إنش)       | 27.2 (10.7)                   | 28.4 (11.2)                   | 10.0 (3.9)                    | 1.5 (0.6)                     | 0.0 (0.0)                     | 0.0 (0.0)                     | 0.0 (0.0)                     | 0.0 (0.0)                     | 0.0 (0.0)                     | 1.0 (0.4)                     | 8.2 (3.2)                     | 28.3 (11.1)                   | 104.6 (41.2)                  |
| المصدر: Environment Canada        |                               |                               |                               |                               |                               |                               |                               |                               |                               |                               |                               |                               |                               |